# Walter Berry
Walter Berry (Wenen, 8 april 1929 - aldaar, 27 oktober 2000) was een Oostenrijks zanger (bas-bariton).

## Biografie en artistiek werk
Van jongs af aan genoot Walter Berry pianolessen en zong hij als solist in kerkkoren. Vanaf 1946 studeerde hij bij Hermann Gallos aan het conservatorium in Wenen.
In 1949 voegde hij zich al bij het ensemble van de Weense Staatsopera, waar hij zich bewees in kleine rollen. Hij maakte nu ook zijn eerste radio-opnamen.
Berry zong in 1952 voor het eerst een van wat later zijn belangrijkste operarollen zou worden: Papageno uit Die Zauberflöte van W.A. Mozart. Hij nam deze rol over van zijn voorganger Erich Kunz. Vanaf 1953 zong hij regelmatig op de Salzburger Festspiele.
Toen hij in 1955 ter gelegenheid van de Weense Staatsopera de titelrol in de opera Wozzeck van Alban Berg overnam, betekende dat zijn internationale doorbraak.
Vanaf 1957 begon Berry aan internationale gastoptredens in alle grote operahuizen in Europa. Hoewel hij altijd verbonden bleef aan de Weense Staatsopera, waarvoor hij 77 rollen vertolkte, begon hij vanaf 1960 regelmatig op te treden voor de Duitse Opera te Berlijn en het nationale theater te München. Vanaf 1966 zong hij ook aan de New Yorker en de Metropolitan Opera. Als liedzanger werkte hij samen met pianisten Sebastian Peschko en in het bijzonder met Erik Werba.

## Discografie (selectie)
- Ariadne auf Naxos (DECCA 1958)
- Wozzeck (CBS 79152/1963) - titelrol, dirigent: Pierre Boulez
- Matthäus-Passion (Philips 1976)
- Don Giovanni (Deutsche Grammophon 1977) – Leporello, dirigent: Karl Böhm
- Die Zauberflöte (EMI Records 1980) – Papageno, dirigent: Otto Klemperer
- Violanta (Sony BMG 1989)
- Arabella (EMI Classics 2000)
- Der Zigeunerbaron (EMI Classics 2001)
- Der Vogelhändler (EMI Classics 2008)
- Die Hochzeit des Figaro (Berlin Classics 2008)